# Virginia Hill
Virginia Hill (født Onie Virginia Hill den 16. august 1916, død 24. marts 1966) var en amerikansk kvinde, der havde tilknytning til den amerikanske mafia. Hun var født i Alabama, med flyttede i en ung alder til Chicago, hvor hun blev kurer for forbryderorganisationen Chicago Outfit i midten af 1930'erne. Hun blev kendt i den brede offentlighed for at danne par med gangsteren Bugsy Siegel.

## Opvækst
Hun blev født den 26. august 1916 i den lille by Lipscomb i Alabama. Da hun var otte år gammel, blev forældrene skilt, og hun flyttede med moren og sine søskende til Marietta i Georgia. Hun gennemførte 8. klasse, før hun forlod skolen. Da hun var 15, blev hun gift med den 16-årige George Randell.

## Tilknytning til organiseret kriminalitet
Under depressionen flyttede hun til Chicago med Randell i håbet om at komme ind i pornobranchen. Da hun kom til Chicago blev hun separeret fra Randell, og blev skilt fra ham året efter. Hun fik et job som servitrice på den af mafiaen drevne "San Carlo Italian Village" under Chicagos verdensudstilling i 1933 Century of Progress og supplerede sin indkomst som prostitueret.
Hun blev opdaget af den velhavende bookmaker og spiller, Joseph Epstein, der blev hendes finansielle rådgiver og angivelige elsker. Hun blev senere en den af forbryderorganisationen Chicago Outfit. Udover at levere seksuelle ydelser til gangsterne, blev hun anvendt til at bringe beskeder mellem gangsterne. En datidig kommentator beskrev hende:
... more than just another set of curves. She had ... a good memory, a considerable flair for hole-in-the-corner diplomacy to allay the suspicions of trigger-happy killers and a dual personality, close-lipped about essentials, and able to chatter freely, and apparently foolishly about inconsequentials.
Hill fik et forhold til Charles Fischetti, der var fætter til og bodyguard for Al Capone. Fischetti sendte Hill til New York for at holde øje med Luciano-familiens capo Joe Adonis, hvilket hun løste ved at blive Adonis' elskerinde. I New York mødte hun en anden af Lucky Lucianos medarbejdere, Benjamin "Bugsy" Siegel, som hun også fik et kortvarigt forhold til. Da Siegel nogle år senere flyttede til Californien genoptog Siegel forholdet til Virgin Hill, der flyttede ind i et hus, som Siegel lejede til hende.
Siegel var optaget af at opbygge et kasino og hotel i den dengang lille by Las Vegas. Siegel lånte penge fra mafiaen til at udvikle Hotel Flamingo til et hotel for spillere. Der er flere myter om, at Siegel opkaldte hotellet efter Virginia Hill, men hotellet hed allerede Flamingo, da Siegel overtog det. Mafiaen blev imidlertid utålmodig med Siegel og de mange budgetoverskridelser. Siegel blev myrdet i Virginia Hills hjem den 20. juni 1947 af ukendte gerningsmænd. Virginia Hill havde nogle dage tidligere pludselig taget til Paris, og var således i Europa, da Siegel blev likvideret.
I 1950 og 1951 gennemførte det amerikanske senat en række høringer under ledelse af senator Estaes Kefauver en række høringer om omfanget af den organiserede kriminalitet i USA, de såkaldte Kefauver høringer. Virginia Hill blev indstævnt til at afgive vidneforklaring under høringerne. Hill mødte op iklædt mink og hat og forklarede, at hun kendte hele inderkredsen i den amerikanske mafia, men at hun ikke havde nogen viden om, hvad der blev drøftet, når gangsterne var til stede, og at hun ofte ikke var til stede i samme rum, når gangsterne drøftede forretninger.

I 1950 blev hun gift med Hans Hauser, en østrigsk skiløber og indehaver af en skiskole i Idaho Ski School. Hun fik et enkelt barn med Hauser. Hun blev i 1954 tiltalt for skatteunddragelse og flyttede herefter til Østrig, hvor hun levede resten af livet med sin søn.

## Død og eftermæle
Hill begik selvmord i sit hjem i Koppl nær Salzburg ved at tage en overdosis sovepiller den 24. marts 1966. Hun er begravet på Aigen kirkegården i Salzburg.
Ifølge Andy Edmonds' biografi Bugsy's Baby: The Secret Life of Mob Queen Virginia Hill var hendes død omgærdet af mystik, selvom det tilsyneladende var et selvmod. De østrigske medier, der var bekendt med Hills tilknytning til mafiaen og Siegel, spekulerede i, at hun forsøgte at skaffe sig penge ved at udnytte sin viden om mafiaen.
Hendes liv og forbindelser har dannet forlæg for flere film og tv-serie om den amerikanske mafia, eksempelvis i filmen Bugsy fra 1991, hvor hendes rolle blev spillet af Annette Bening og i filmen The Damned Don't Cry fra 1950.